# اريك لي (سياسي)
اريك لي (بالصينية: 李家祥) هو قاضي صلح ‏ وسياسي صيني، ولد في 21 يناير 1952 في هونغ كونغ في الصين. انتخب عضو في اللجنة الوطنية لجمهورية الصين الشعبية خلال فترته النيابية ‏ وانتخب عضو المجلس التشريعي لهونغ كونغ (1 يوليو 1998 – ) وانتخب عضو المجلس التشريعي المؤقت ‏.